# Valbonnais
Valbonnais ist eine französische Gemeinde mit 514 Einwohnern (Stand 1. Januar 2022) im Département Isère in der Region Auvergne-Rhône-Alpes; sie gehört zum Arrondissement Grenoble und zum Kanton Matheysine-Trièves. Der Ort ist nach dem Fluss Bonne benannt, in dessen Tal Valbonnais, früher Vallis bonnesii, liegt.

## Bevölkerungsentwicklung
| Jahr                       | 1962 | 1968 | 1975 | 1982 | 1990 | 1999 | 2006 | 2017 |
| -------------------------- | ---- | ---- | ---- | ---- | ---- | ---- | ---- | ---- |
| Einwohner                  | 597  | 521  | 431  | 434  | 486  | 440  | 503  | 495  |
| Quellen: Cassini und INSEE |      |      |      |      |      |      |      |      |

## Persönlichkeiten
- Jacques Champollion, * 1744 im Weiler La Roche, Vater von Jean-François Champollion und Jacques-Joseph Champollion. Er verließ Valbonnais 1770 und ließ sich in Figeac nieder.
- Jean-Pierre Moret de Bourchenu, Marquis de Valbonnais, Magistrat der Dauphinée, Präsident des Rechnungshofes, Historiker